# Susan Williams
Pour les articles homonymes, voir Williams.
Susan Rene Williams, née le 17 juin 1969 à Long Beach (Californie), est une triathlète professionnelle américaine.

## Biographie
Elle commence  le triathlon en 1994 et devient professionnelle en 1997. Elle est sélectionnée dans l'équipe nationale de triathlon et participe aux Jeux olympiques d'été de 2004 à Athènes, elle obtient la médaille de bronze, terminant à plus de dix-huit secondes de la médaillée d'argent australienne Loretta Harrop et à vingt-cinq secondes de l'Autrichienne Kate Allen. Elle est la première triathlète américaine à remporter une médaille dans cette discipline. Après ce succès, elle devient entraîneur et fait partie de l'encadrement des triathlètes de l'équipe nationale américaine de triathlon. En 2014, elle est introduite dans le Hall of Fame de la fédération américaine de triathlon (USAT).

## Palmarès
Le tableau présente les résultats les plus significatifs (podium) obtenus sur le circuit international de triathlon depuis 2003.
| Année | Compétition                                  | Pays                       | Position | Temps           |
| ----- | -------------------------------------------- | -------------------------- | -------- | --------------- |
| 2006  | Coupe panaméricaine - l'étape de Roatan      | Honduras                   |          | 2 h 9 min 56 s  |
| 2005  | Alcatraz Triathlon                           | États-Unis                 |          | 2 h 20 min 9 s  |
| 2004  | Jeux olympiques - Athènes                    | Grèce                      |          | 2 h 5 min 8 s   |
| 2004  | Coupe panaméricaine - l'étape de Roatan      | Honduras                   |          | 2 h 13 min 42 s |
| 2004  | Coupe panaméricaine - l'étape de Bellingham  | États-Unis                 |          | 2 h 7 min 17 s  |
| 2003  | Coupe du monde - l'étape de Corner Brook     | Canada                     |          | 2 h 6 min 21 s  |
| 2003  | Coupe panaméricaine - l'étape de Saint Kitts | Saint-Christophe-et-Niévès |          | 2 h 26 min 35 s |